# Gaius Iulius Vindex
Gaius Iulius Vindex (* um 25; † 68 bei Vesontio, heute Besançon) war ein römischer Senator des 1. Jahrhunderts n. Chr. Er stammte aus Aquitanien, allerdings war schon sein Vater Senator gewesen. 

## Der Vindex-Aufstand
Im Jahr 67 wurde Vindex Statthalter der Provinz Gallia Lugdunensis. Im Frühjahr 68 erhob er sich gegen Kaiser Nero. Ihm schlossen sich weitere Kontingente an, vor allem Stämme aus dem Landeszentrum. Er selbst hatte keine Legionen zur Verfügung. Trotzdem sammelte er eine Streitmacht um sich, die auf 100.000 Mann geschätzt wird. Vindex beschwerte sich öffentlich über die Ausschweifungen des Kaisers, strebte selbst jedoch nicht nach dem römischen Thron, sondern suchte den über siebzigjährigen Statthalter der Provinz Hispania Terraconensis, Servius Sulpicius Galba, als Verbündeten zu gewinnen. Galba zögerte lange, entschloss sich dann doch für den Aufstand. Am 3. April 68 erklärte er in Carthago Nova offiziell, dass er gegen Nero sei. Zu dessen Nachfolger wollte er sich zu diesem Zeitpunkt nicht proklamieren lassen. Er nannte sich lediglich legatus senatus populique Romani (Statthalter des Senats und Volks von Rom), womit er sich auf die republikanische Tradition berief und ganz offensichtlich nicht auf den Princeps schwor.
Unterstützt wurden Vindex und Galba vom Statthalter in Lusitania, Marcus Salvius Otho, der seinerzeit seine Frau Poppaea an Nero abtreten musste. Doch auch zusammen hatten sie nicht genug Legionen, um einen wirkungsvollen militärischen Aufstand durchführen zu können. Man bemühte sich nun um die Befehlshaber der Rheinarmeen in Germania inferior und Germania superior. Der Befehlshaber in Untergermanien, Gaius Fonteius Capito, war augenscheinlich nicht gewillt oder fähig eine Entscheidung zu treffen; sein Kollege in der obergermanischen Provinz, Lucius Verginius Rufus, brauchte ganze zwei Monate, um seine Truppen in Bewegung zu setzen. Doch nach Unterhandlungen mit Vindex beschloss Verginius – aus welchen Gründen, lässt sich heute nicht mit Bestimmtheit sagen – gegen die Aufständischen ins Feld zu ziehen. Vindex wurde in der Schlacht bei Vesontio geschlagen und verübte Suizid. 
Als Galba von Vindex’ Niederlage erfuhr, zog er sich in die spanische Stadt Clunia zurück. Auch wenn Nero sich nie bei seinen Legionen hatte sehen und in jüngster Zeit sogar die Befehlshaber der Rheinarmeen hatte hinrichten lassen, fielen der ranghohe Offizier Verginius Rufus und seine Legionäre nicht vom Kaiser ab, sondern blieben ihrem Princeps treu ergeben. Verginius schlug vermutlich das Angebot aus, sich selbst zum Kaiser proklamieren zu lassen, und zog sich stattdessen in seine Provinz zurück.
Zu diesem Zeitpunkt hielt der Princeps sich noch immer in Neapolis auf, kehrte dann aber nach Rom zurück. Als Nero schließlich von der öffentlichen Erklärung des Galba erfuhr, soll er in Ohnmacht gefallen sein, mit dem Ergebnis, dass er nach dem ersten Schrecken Spottverse auf Galba verfasste und sich ins Theater begab. Der Senat war es schließlich, der reagierte: Er erklärte Galba zum hostis populi Romani (Feind des römischen Volkes).
Galba wurde, nachdem weitere Statthalter und Heerführer zu ihm übergelaufen waren, dennoch Kaiser, konnte sich jedoch nur einige Monate halten, bevor er von Otho und dieser bald darauf von Vitellius ersetzt wurde. Vindex leitete so durch seine Erhebung das römische Vierkaiserjahr ein, das erst Vespasian im Dezember 69 beenden konnte.